# Río Blanco (Veracruz)
Río Blanco es una localidad del estado mexicano de Veracruz. Es cabecera del municipio de Río Blanco.

## Demografía
| Censo | Población |
| ----- | --------- |
| 1900  | 3 868     |
| 1910  | 6 148     |
| 1921  | 6 169     |
| 1930  | 7 289     |
| 1940  | 9 466     |
| 1950  | 8 412     |
| 1960  | 11 918    |
| 1970  | 12 302    |
| 1980  | 33 778    |
| 1990  | 37 632    |
| 1995  | 38 800    |
| 2000  | 39 286    |
| 2005  | 39 997    |
| 2010  | 40 611    |
| 2020  | 41 785    |